# Apedemak
Apedemak vagy Apademak oroszlánfejjel ábrázolt harcos isten Meroéban. Kultusza Egyiptomban is elterjedt. A kusita uralkodók az ő segítségét kérték, hogy győzzenek a csatában. A nakai templomban háromfejű, négykarú oroszlánistenként és oroszlánfejű kígyóként ábrázolták. Felesége Ameszemi.

## Kultusza
A Butana régió nyugati részéből számos temploma ismert, Nakából, Meroéból és Muszavvarat esz-Szufrából.

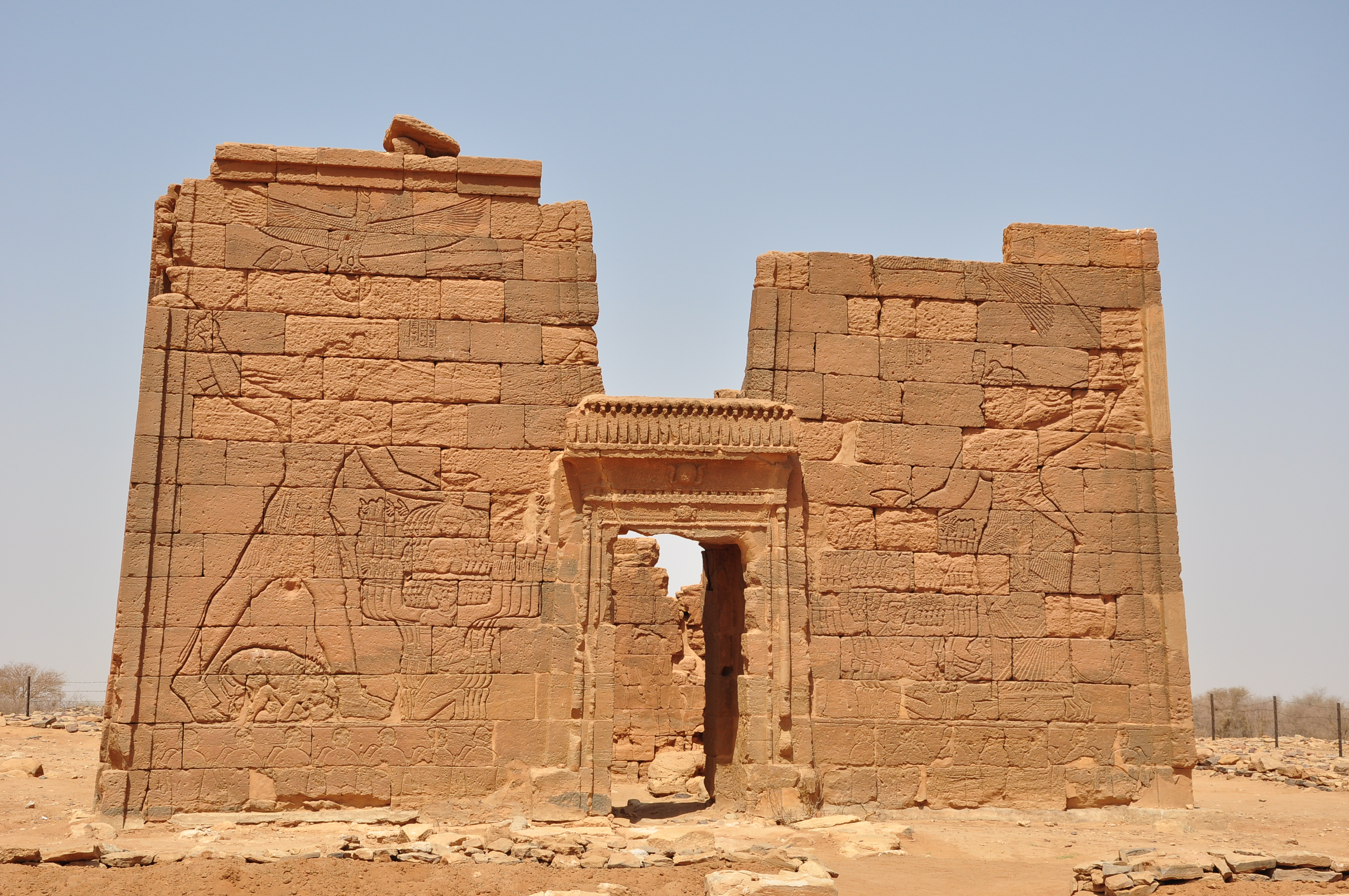
Apedemak temploma Nakában. A pülónokon Natakamani király és Amanitore királyné ellenségeikre sújtanak le, szekercével ill. karddal.
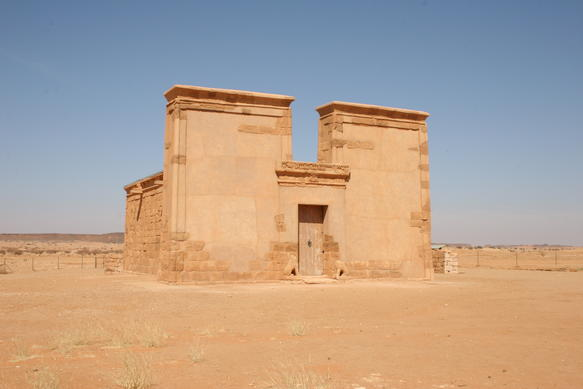
Apedemak temploma Muszavvarat esz-Szufrában, építtetője Arnekhamani király
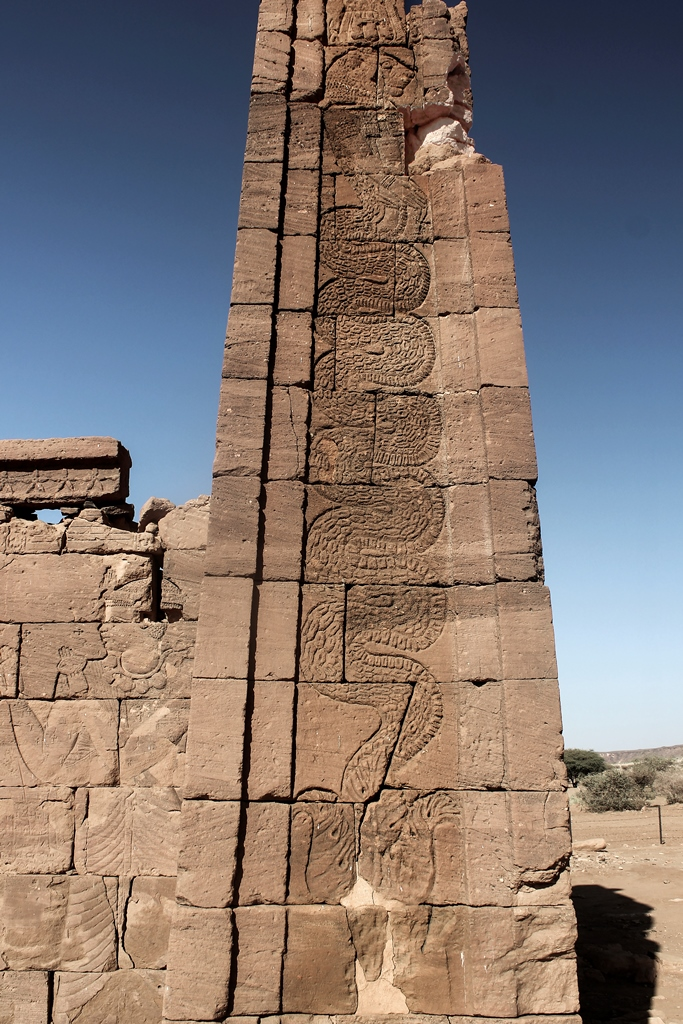
Apedemak oroszlánfejű kígyóként a nakai Oroszlán-templomban